# 大西正紀
大西 正紀（おおにし まさき、1977年 - ）は、日本の建築家。1階づくりのプロフェッショナル株式会社グランドレベルのディレクター・リサーチャー、クリエイティブユニットmosakiを共同主宰。「GL Inc. 喫茶ランドリー」のオーナー。

## 人物
大阪府生まれ。2001年、日本大学理工学部建築学科卒業。2003年、日本大学大学院理工学研究科建築学専攻修士課程修了。修士設計駿建賞受賞。卒業後、渡英。2003-2004年、Ushida Findlay Architects（ウシダフィンドレイアーキテクツ（UK）勤務後2004年、mosaki共同設立し独立。その後、後藤繁雄「スーパースクール」9期生。2004-2007年、日本大学理工学部建築学科助手。2007年から日本大学理工学部建築学科NUフォーラム委員。2007-2009年、日本建築学会編集委員会委員。2010年、けんちく体操マン2号襲名。2011-2014年、日本建築学会建築教育委員会委員・市民啓蒙ワーキンググループ。

## 著書
- 「マイパブリックとグランドレベル」（晶文社）